# Hydrolagus mitsukurii
Hydrolagus mitsukurii là một loài cá trong họ Chimaeridae. Nó được tìm thấy ở Trung Quốc, Nhật Bản, Hàn Quốc, Philippines, Đài Loan và có thể cả Indonesia. Môi trường sinh sống tự nhiên của chúng là biển mở. Nó bị đe dọa mất môi trường sống.